# Hegylakó – A holló
A Hegylakó – A holló (eredeti cím: Highlander: The Raven) 1998-ban indult amerikai televíziós sorozat. A Hegylakó című sorozat spin-offja, mely az eredeti sorozatban mellékszereplőként feltűnő Amanda (Elizabeth Gracen) főszereplésével készült el.
A sorozat 1999-ig futott, egy évadot, összesen huszonkét epizódot élt meg, vegyes kritikai visszhang mellett. Magyarországon az RTL Klub mutatta be 2005. június 26-án.

## Cselekmény
Amanda, az 1200 éves halhatatlan tolvaj találkozik egy rablássorozat ügyében nyomozó rendőrrel, Nick Wolfe-fal (Paul Johansson). Nick egyik korrupt munkatársa gyilkosság vádjába sodorja Amandát. Bár a nő ártatlanságát tisztázzák, Nick társa, Claudia Hoffman (Torri Higginson) egy lövöldözés során feláldozza érte életét. Nick tudomást szerez Amanda halhatatlanságáról, amikor a tolvajnőt is lelövik, de az nem sokkal később feltámad. A korrupció miatt kiábrándult Nick otthagyja a rendőrséget és törvényen kívüliként harcol tovább az igazságért, Amanda oldalán. A sorozat folyamán a Hoffman halála miatt is bűntudatot érző Amandának szembe kell néznie bűnös múltjával és felelősséget vállalnia tetteiért.
A befejező epizódban Nicket megmérgezik és csupán 24 órája marad, hogy megtalálják az ellenszert. Mivel a halhatatlanságot csak erőszakos halál válthatja ki, Amanda lelövi a férfit, aki valóban feltámad. Azonban Nick dühösen faképnél hagyja a nőt, amiért az végig tudott Nick potenciális halhatatlanságáról, de titokban tartotta előtte és helyette hozott meg egy ilyen horderejű döntést – valamint azért is, mert Nick beleszeretett a nőbe és tudja, hogy halhatatlanként előbb-utóbb valamelyiküknek végeznie kell majd a másikkal.

## Szereplők
| Szereplő        | Színész          | Magyar hang           |
| --------------- | ---------------- | --------------------- |
| Amanda Darieux  | Elizabeth Gracen | Spilák Klára          |
| Nick Wolfe      | Paul Johansson   | Fekete Ernő           |
| Lucy Becker     | Patricia Gage    | Földi Teri            |
| Bert Myers      | Hannes Jaenicke  | Bede-Fazekas Szabolcs |
| Claudia Hoffman | Torri Higginson  |                       |

## Epizódok
| Sor. | Év. | Cím                                         | Rendező         | Író                            | Premier                                  | Gyártási szám |
| --- | --- | ------------------------------------------- | --------------- | ------------------------------ | ---------------------------------------- | ------------- |
| 1. | 1.  | Újjászületés (Reborn)                       | Ian Toynton     | Karen Harris                   | 1998. szeptember 21. 2005. június 26.    | 98101-201     |
| Elrabolnak néhány értékes ékszert. Az ügyet Nick Wolfe nyomozó és társa, Hoffmann nyomozónő kapja meg. A feltételezett tettes egy gyönyörű nő, Amanda Montrose, akinek tiszta az alibije, bár van néhány furcsaság körülötte. Azonban történik egy gyilkosság, amely miatt Amanda és Nick sorsa összefonódik. |     |                                             |                 |                                |                                          |               |
| 2. | 2.  | Teljes leleplezés (Full Disclosure)         | Peter Ellis     | James Thorpe                   | 1998. szeptember 28. 2005. augusztus 14. | 98102-202     |
| 3. | 3.  | Egy különös ügy (Bloodlines)                | Dennis Berry    | James Thorpe                   | 1998. október 5. 2005. szeptember 4.     | 98103-203     |
| 4. | 4.  | Diplomáciai védettség (Immunity)            | Dennis Berry    | Karen Harris                   | 1998. október 12. 2005. szeptember 11.   | 98104-204     |
| 5. | 5.  | Ki mint vet... (So Shall Ye Reap)           | René Bonnière   | Michael O'Mahoney, Sacha Reins | 1998. október 19. 2005. október 2.       | 98105-205     |
| 6. | 6.  | Öröklési jog (Birthright)                   | George Mendeluk | Frank Encarnacao               | 1998. október 26. 2005. október 9.       | 98106-206     |
| 7. | 7.  | Bűn és bűnhődés (Crime and Punishment)      | René Bonnière   | Tibby Rothman                  | 1998. november 2. 2005. október 30.      | 98107-207     |
| 8. | 8.  | Az ismeretlen katona (The Unknown Soldier)  | George Mendeluk | James Thorpe                   | 1998. november 9. 2005. november 6.      | 98108-208     |
| 9. | 9.  | Egy becsületbeli ügy (Cloak and Dagger)     | Rene Manzor     | Frank Encarnacao               | 1998. november 16. 2005. november 20.    | 98109-209     |
| 10. | 10. | Szenvedélyes játszma (Passion Play)         | Dennis Berry    | Morrie Ruvinsky                | 1998. november 23. 2005. november 27.    | 98110-210     |
| 11. | 11. | Maga az ördög (The Devil You Know)          | Donald Paonessa | Durnford King                  | 1998. november 30. 2005. december 4.     | 98111-211     |
| 12. | 12. | Csak idő kérdése (A Matter of Time)         | Dennis Berry    | Karen Harris                   | 1999. február 1. 2005. december 11.      | 98112-212     |
| 13. | 13. | A francia kapcsolat (The French Connection) | Dennis Berry    | James Thorpe                   | 1999. február 8. 2005. december 18.      | 98113-213     |
| 14. | 14. | A feltámadt halott (The Rogue)              | George Mendeluk | Frank Encarnacao               | 1999. február 15. 2006. január 8.        | 98114-214     |
| 15. | 15. | Kölcsönkenyér visszajár (Inferno)           | Dennis Berry    | Elizabeth Baxter               | 1999. február 22. 2006. január 15.       | 98115-215     |
| 16. | 16. | Tolvajbecsület (The Frame)                  | George Mendeluk | Tibby Rothman                  | 1999. április 5. 2006. február 5.        | 98116-216     |
| 17. | 17. | Halálos üzlet (Love and Death)              | Gerard Hameline | Jocelyne Barque Simmons        | 1999. április 12. 2006. január 29.       | 98117-217     |
| 18. | 18. | Tolvajtempó (Thick as Thieves)              | George Mendeluk | James Thorpe                   | 1999. április 19. 2006. január 22.       | 98118-218     |
| 19. | 19. | Visszavágó (The Manipulator)                | Brian Grant     | Andre Jacquemetton             | 1999. április 26. 2006. február 12.      | 98119-219     |
| 20. | 20. | A gonosz markában (The Ex-Files)            | George Mendeluk | Karen Harris                   | 1999. május 3. 2006. február 19.         | 98120-220     |
| 21. | 21. | Háború és béke (War and Peace)              | Brian Grant     | Catherine Porcioncula          | 1999. május 10. 2006. február 26.        | 98121-221     |
| 22. | 22. | A bosszú mindig édes (Dead on Arrival)      | George Mendeluk | James Thorpe                   | 1999. május 17. 2006. március 5.         | 98122-222     |

## Fordítás
- Ez a szócikk részben vagy egészben  a   Highlander: The Raven című angol Wikipédia-szócikk fordításán alapul.  Az eredeti cikk szerkesztőit annak laptörténete sorolja fel. Ez a jelzés csupán a megfogalmazás eredetét és a szerzői jogokat jelzi, nem szolgál a cikkben szereplő információk forrásmegjelöléseként.